# 火成岩石學
火成岩石學（英語：igneous petrology）是對由岩漿形成的火成岩的岩石研究。 是地質學的一個分支，是綜合火山學、構造物理學和一般岩石學，于一體的學科。 火成岩的研究利用了許多科學領域的現代技術，包括化學、物理學，岩相學、晶體學和同位素等。

## 方法

### 化學成分的測定
火成岩和礦物的組成可以通過各種容易、成本和復雜性不同的方法來確定。最簡單的方法是用肉眼和透鏡觀察一般礦物成分。更深入礦物成分的鑒定是使用岩石顯微鏡。這些顯微鏡具有偏光板、濾光片和錐光透鏡，觀察晶體的光學特徵。確定礦物組成的另一種方法是使用 X射线晶体学。利用
X 射線轟擊岩石粉末樣品的繞射線圖，與礦物的標准繞射線圖進行對比。最精確方法是使用電子微探針，可以檢測成分和微量元素成分。

### 測定年代方法
放射性同位素經常用於確定火成岩從岩漿何時凝固的年齡。通用方法如下：
鉀-氬定年法：測試岩石中 40K量和它衰變子體40Ar 量的比值，來計算該岩石從岩漿凝固出來的年齡。
銣-鍶定年法:銣鍶定年法是根據 87Rb 的自然衰變到 87Sr以及這些元素在岩漿分離結晶過程中的特徵，來計算岩石從岩漿凝固出來的年齡。 在岩漿分離結晶過程中，Sr 傾向於集中在斜長石  晶體中，而 Rb 傾向停留在岩漿中。 87Rb 的半衰期是1.42×1011 年。因此在此期間就有一半的87Rb量轉化為 87Sr。若已知岩石中的衰減常數和 87Rb 和 87Sr 的量，就可以計算出 87Rb 衰變到測出的87Sr量，所需的時間。但考慮到初始 87Sr 量不是由岩漿的 87Rb初始量。 而是代表岩漿開始分離結晶時的初始值。因此必須測量同一岩漿體在不同時間產生的兩種火成岩的 87Rb 和 87Sr 的量來估算。
其他方法:地層學原理有助於確定火山岩的相對年齡。

### 溫壓計方法
在岩石學中，單斜輝石溫壓計是用於計算產生含有這種礦物的火成岩的岩漿的溫度和壓力 ，用此方法有兩大優點；首先，單斜輝石是火成岩中常見的斑晶.； 其次，單斜輝石中的硬玉成分結晶意是壓力的良好指標。

### 熱年代學
熱年代學是研究一個區域的熱演化歷史。利用放射性定年法及子体的封闭温度，來測定一序列標本的年代及其相對溫度。
一般熱年代學的需要研從一個區域采取不同地點的多樣岩石樣本。例如從陡峭峽谷、懸崖面或斜坡的斷面上，采取一系列樣本。 然後鑒定其礦物中的放射性子体達到封闭温度的深度和時間。根據這些資料，就可推算該岩石的構造演變歷史。